# Rhadinosoma calderense
Rhadinosoma calderense là một loài ruồi trong họ Asilidae. Rhadinosoma calderense được Artigas miêu tả năm 1970.